# Communauté Etz Haïm
La Communauté Etz Haïm est une communauté juive orthodoxe non-consistoriale située au 7 Rue Turenne, à Strasbourg, France, depuis le 14 novembre 1999. Elle représente la communauté juive orthodoxe haredi de Strasbourg, dont l'existence remonte à 1882. Elle est connue aussi comme la Synagogue  Kageneck, du nom de la rue à Strasbourg où elle était localisée auparavant.  La synagogue suit le rite ashkénaze de Francfort.

## Histoire
Le premier minian se tient au domicile de Monsieur Bernard Weill, le Shabbat de Hanoucca en 1882,,.
- La Kageneck:

## Ouverture
En 1892, la Synagogue Kageneck ouvre ses portes au 30 rue Kageneck,, dans le quartier de la gare de Strasbourg.

## Architecte
L'architecte est Max Issleiber (né en 1845 à Varsovie, en Pologne, mais alors occupée par la Russie et mort à Strasbourg le 18 novembre 1911).
Le coût total se monte à 45 000 Mark, Somme énorme pour une petite communauté. L'historien Robert Weyl estime que la construction est en partie financée par la communauté juive orthodoxe en Allemagne

## Architecture
La surface au sol est de 321 m2. Dans la cave, une citerne recueille l’eau de pluie et il y a deux cabines pour la Mikvé. Au rez-de-chaussée, se trouve la synagogue des hommes, d’environ 13 mètres sur 13 mètres, avec l’Arche Sainte (l’Aron Kodesh). La Bimah (table de lecture) est au centre. Il y a 104 places. Au premier étage, se trouve la galerie des femmes avec une boiserie vitrée avec 80 places. Il y a deux salles de classe pour 30 élèves chacune.

## Membres
Les membres de la Communauté Etz Haïm sont pour moitié des Juifs d’origine alsacienne et pour l'autre moitié des Juifs venant d’Allemagne, de Pologne, d’Autriche et de Hongrie.

## Présidents
- David Lévy[5]
- Berthold Cohn (1870-1930)[5],[7].

## Rabbins
- 1887-1888-1921: Joseph Arieh Buttenwieser dit Joseph Buttenwieser (1857-1927)[5]. Il est rabbin à Mannheim en Allemagne, quand en 1887, la communauté Etz Haïm de Strasbourg l'invite à devenir son rabbin. Il reste à Strasbourg jusqu'au retour de l'Alsace à la France et à l'arrivée du rabbin Robert Brunschwig. Il retourne alors à Mannheim où il meurt en 1927[8]
- 1920-1940: Robert Brunschwig (1888-1944), déporté et assassiné à Auschwitz
- 28 mai 1967[9]- Samuel Yaffe-Schlesinger (1939-)

## Hazzan
- Salomon Grunewald (1859-1951), pendant plus de 50 ans[10], grand-père du rabbin Jacquot Grunewald

## Démolition
La synagogue est démolie en 1999.

## Cimetière Etz Haïm
Le 23 juin 1891 a lieu la première inhumation au cimetière Etz Haïm (contigu au cimetière israélite Adath Israel).
- Rue Turenne:

## Ouverture
En 1997, l'idée d'un déménagement de la communauté est exprimée par un comité comprenant Simon Ehrenreich et Yehochoua Klein, en accord avec le rabbin Samuel Yaffe-Schlesinger et Roger Gay, président de la SIR (Société Israélite Religieuse Etz Haïm). Un constat évident: nombre de fidèles n'habitent plus à proximité. L'immeuble de la rue Kageneck est vendu et un nouvel immeuble est acquis rue Turenne, en plein cœur du quartier juif de Strasbourg.
La communauté Etz Haïm a environ 110 membres.
Président 
- Schlomo Weill

## Rabbin
- Samuel Yaffe-Schlesinger

## Adresse
- 7 Rue Turenne, 67000 Strasbourg, France

## Architecture
La communauté possède une Mikvé. Elle est située les sous-sols de l'immeuble. L'eau provient de la nappe phréatique. Un bassin permet de recueillir de l'eau de pluie et de le mettre en contact avec le bassin utilisé comme mikvé.
Au rez-de-chaussée, il y a un Beth Midrash, composé de deux salles, utilisé en semaine. Des cours y ont lieu. La grande synagogue est située au premier étage. Au deuxième étage se trouve la galerie des dames.